# 奧爾克河
51°7′39″N 8°52′18.7″E / 51.12750°N 8.871861°E

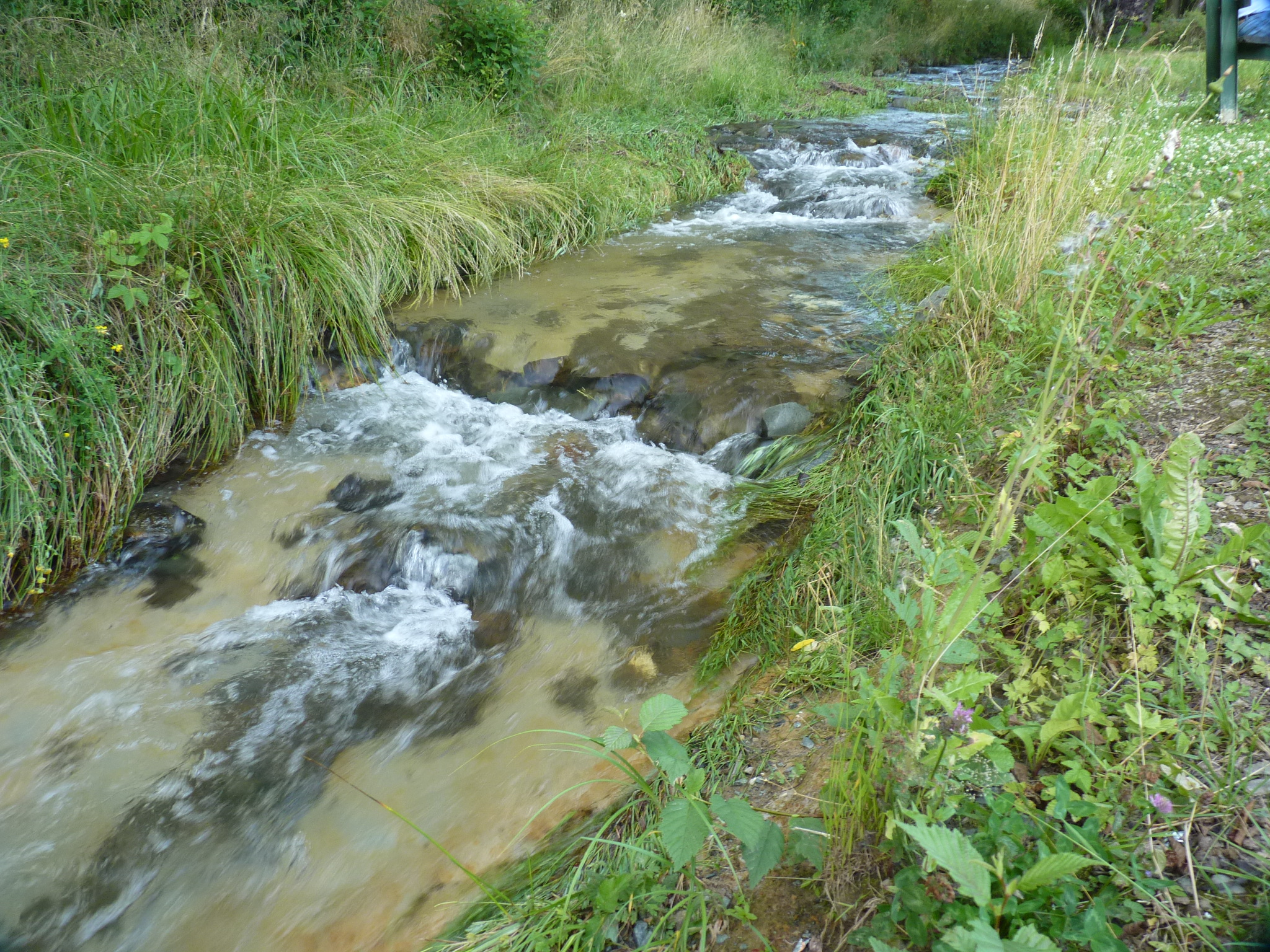

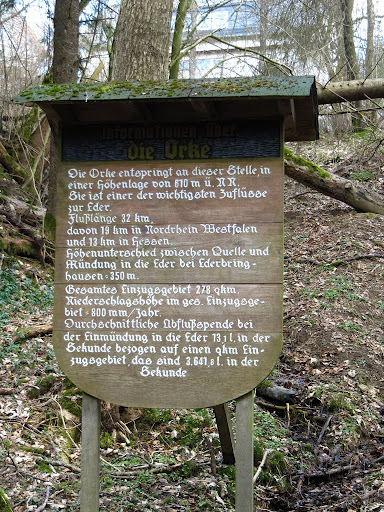

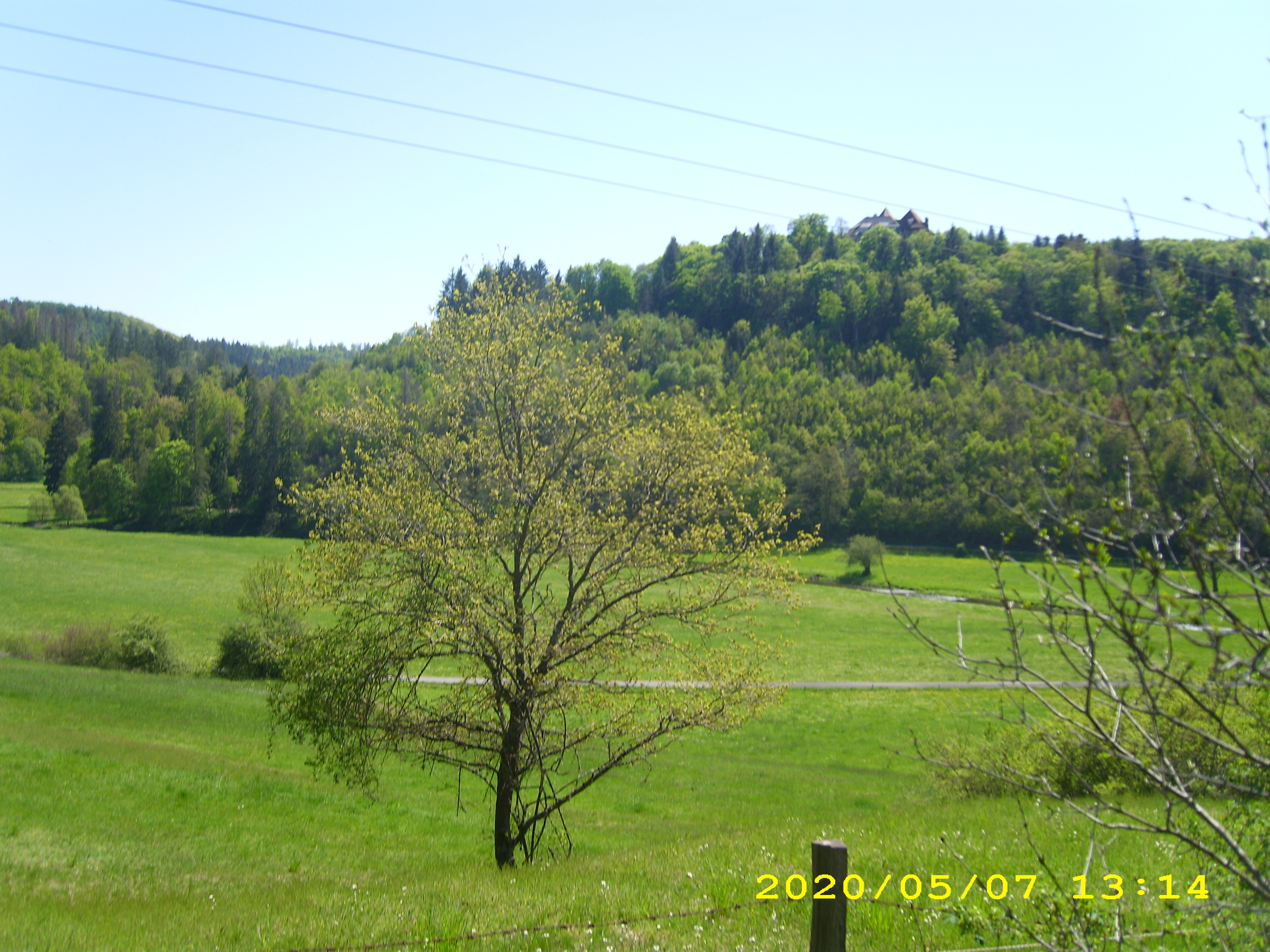

奧爾克河（德語：Orke），是德國的河流，位於該國西部，流經北萊茵-威斯特法倫州和黑森州，屬於埃德河的左支流，河道全長38公里，流域面積279平方公里。